# Stanisław Ścibor-Bogusławski (wojskowy)
Stanisław Ścibor-Bogusławski herbu Ostoja (ur. 1784 w Smaszkowie, zm. 1859 w Piegonisku) – uczestnik kampanii 1812–1813, kapitan w 17 pułku piechoty wojsk Księstwa Warszawskiego. Major w 13 pułku piechoty liniowej podczas powstania listopadowego. Odznaczony Krzyżem Kawalerskim Orderu Virtuti Militari. Dziedzic dóbr Włocin, Grzymaczew i Stok, współwłaściciel Brończyna, dzierżawca Sędzimirowic.

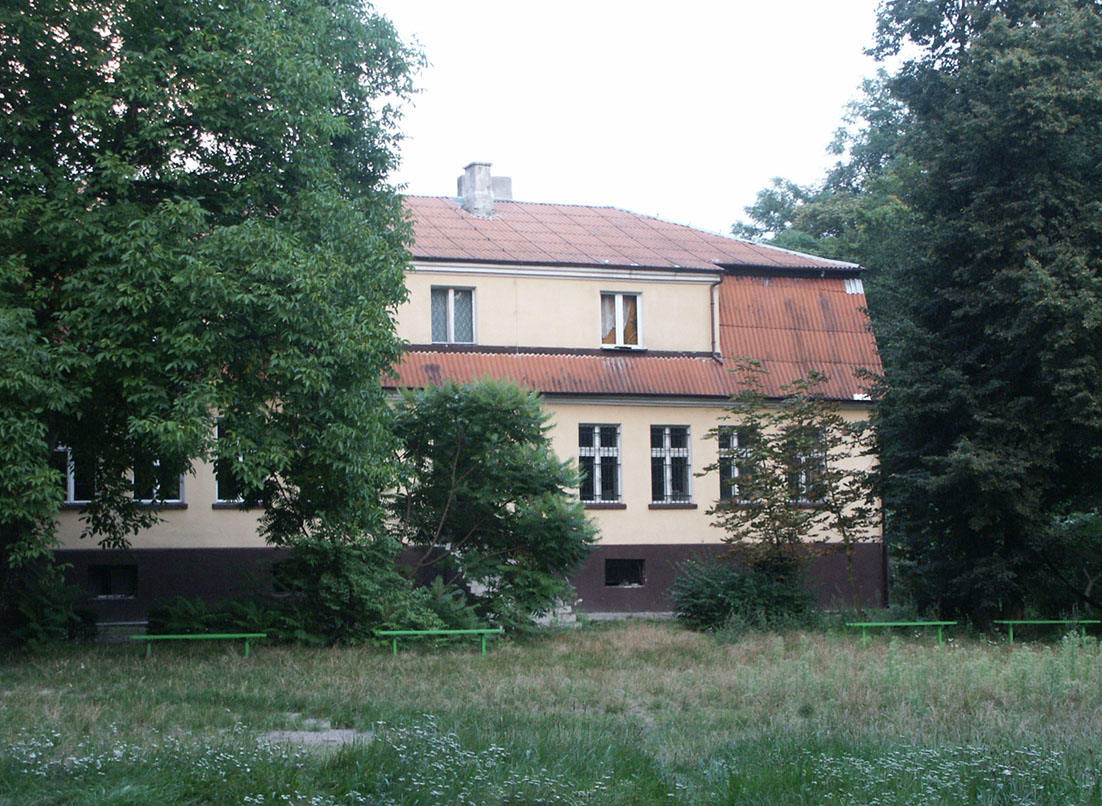
Dwór w Brończynie

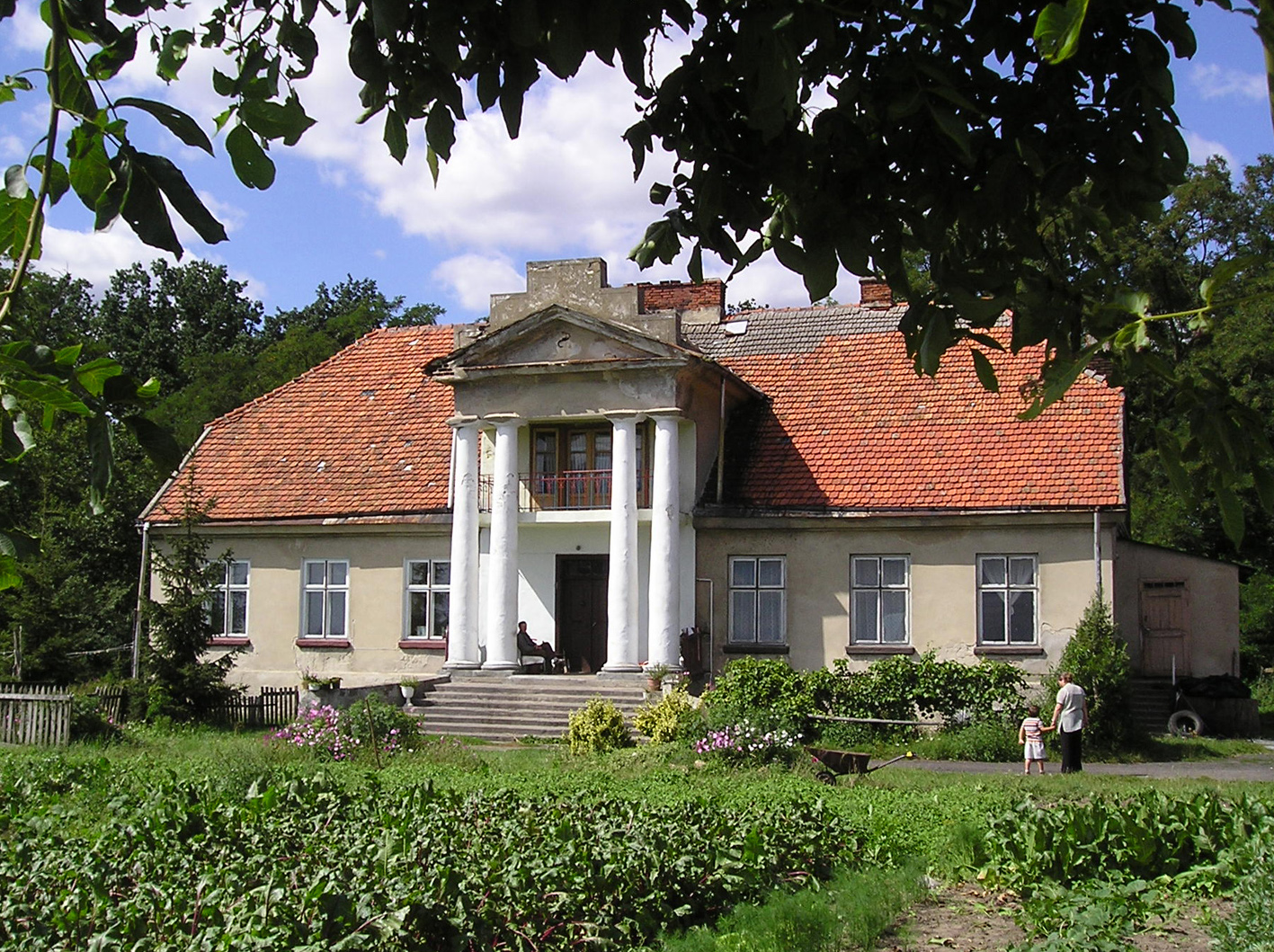
Dwór w Sędzimirowicach

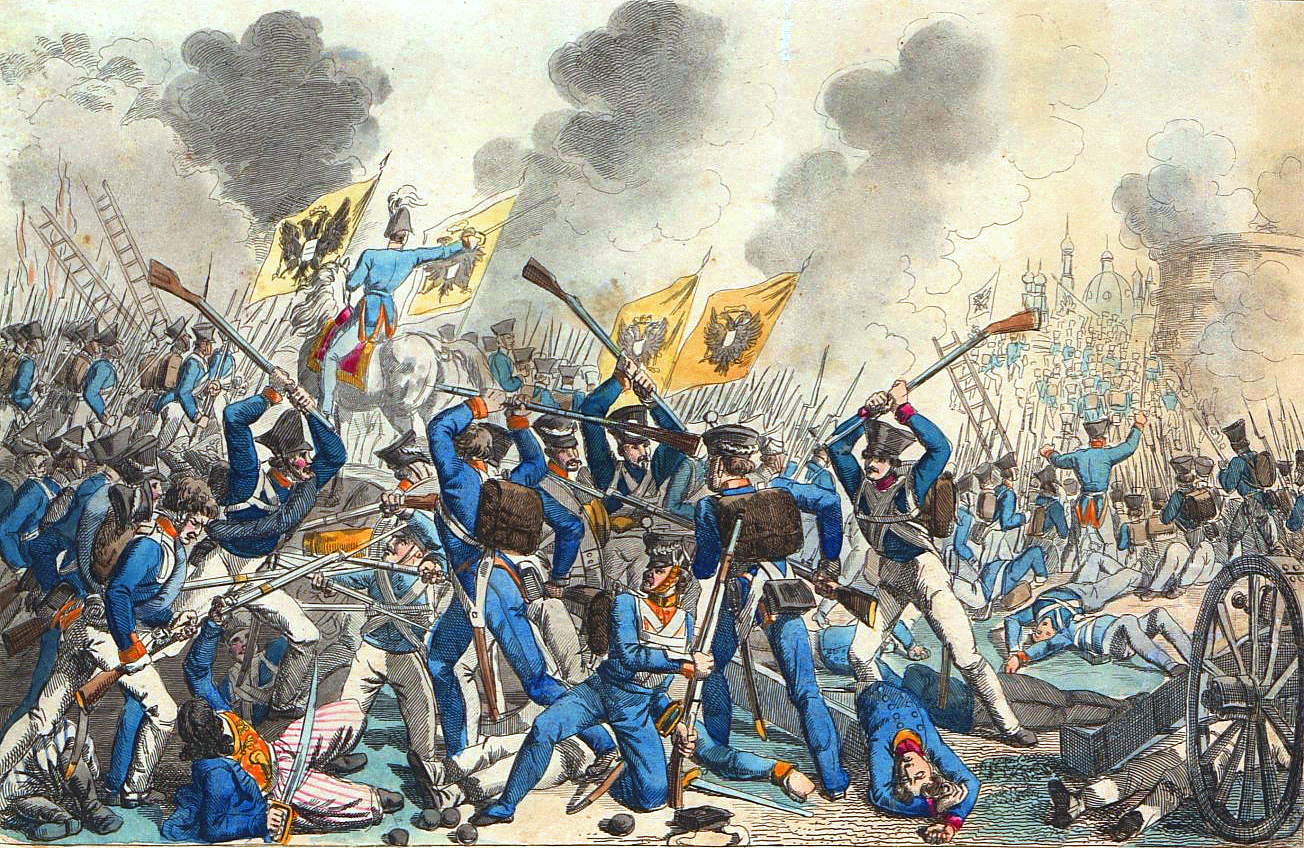
Obrona Warszawy (1831)

Syn Faustyny z Kiedrowskich h. Sas i Maksymiliana Bogusławskiego, towarzysza Kawalerii Narodowej, dziedzica dóbr Włocin i Smaszków. Wnuk Franciszka Ksawerego Bogusławskiego, konfederata barskiego. Brat Antoniny (żony Jana Walentego Opielińskiego, prezydenta m. Kalisza), Joanny, Wojciecha (męża Michaliny Przeuskiej, dziedziczki Pawłówka) i Pacyfika Nikodema (męża Józefy Czapskiej), rewizora Skarbu Narodowego. Czterokrotnie żonaty – mąż: 1. Urszuli Załuskowskiej, 2. Franciszki Orłowskiej, 3. Franciszki Rudnickiej i 4. Marii Miniszewskiej. Ojciec: Marii Agaty, Marii 1v. Gołkont, 2v. Stożkowskiej, Zuzanny Ziembińskiej, Walerii Leokadii, Stanisławy Konstancji, Jana Nepomucena (męża Pauliny Niemojowskiej), Konrada (urzędnika państwowego Królestwa Polskiego), Makarego i Józefa Wojciecha.
Stanisław Bogusławski służbę wojskową rozpoczął w szeregach wojsk pruskich. Następnie, 15 września 1809 roku wstąpił do 6 pułku piechoty galicyjsko-francuskiej w randze porucznika. Wziął udział w kampanii 1812 roku. Dnia 21 stycznia 1813 roku awansował do stopnia kapitana. Po reorganizacji Wojsk Polskich, dnia 2 lutego 1815 roku został wcielony do 2 pułku piechoty liniowej. Odznaczony został Krzyżem Złotym Orderu Virtuti Militar. Stanisław Bogusławski, wziął czynny udział w powstaniu listopadowym. W dniu 9 stycznia 1831 roku pełnił funkcję komendanta 5 batalionu pow. sieradzkiego Gwardii Ruchomej. Następnie wstąpił do 13 pułku piechoty w randze majora, co miało miejsce dnia 5 lutego 1831 roku. Bogusławski brał udział, w dniach 6-7 września 1831 roku, w krwawej obronie Warszawy przed wojskami feldmarszałka Iwana Paskiewicza. Jego pułk wsławił się bohaterską obroną Rogatek Jerozolimskich. 21 września tego roku Bogusławski został odznaczony Krzyżem Kawalerskim Orderu Virtuti Militari. Potem został przeniesiony do 10 pułku piechotyi. Po upadku powstania nie kontynuował służby wojskowej.